# Denise Parker
Denise Parker (n. 12 decembrie 1973, Salt Lake City, Utah, SUA) este o biatlonistă ce a reprezentat Statele Unite ale Americii, medaliată olimpică. A participat la 3 ediții ale Jocurilor Olimpice (1988, 1992, 2000) în care a câștigat o medalie de bronz.